# Namikata (Ehime)
El pueblo de Namikata (波方町 Namikata-chō?) fue un pueblo del distrito de Ochi en la región de Toyo (東予地方 Tōyo-chihō?) de la prefectura de Ehime.

## Características
Se sitúa en el extremo norte de la península de Takanawa; rodeada  por el mar hacia el norte, este y oeste, fue importante para el comercio marítimo llevado a cabo a través del mar interior de Seto.
Limitaba con la ciudad de Imabari; los pueblos de Oonishi y Yoshiumi y la villa de Sekizen, las tres del distrito de Ochi y en la actualidad parte de la ciudad de Imabari.
La red cloacal del pueblo de Namikata es una de las más extensas dentro del distrito de Ochi y dispone de televisión por cable (incluso el Ayuntamiento prestaba el servicio y actualmente lo sigue haciendo a través del Ayuntamiento de Imabari). El servicio de conexión a internet también está generalizado y la red de fibra óptica se encuentra en plena expansión.
El 16 de enero de 2005 es absorbida junto a los pueblos de Kikuma, Oonishi, Miyakubo, Tamagawa, Yoshiumi, Hakata, Kamiura y Oomishima, y las villas de Asakura y Sekizen, todas del distrito de Ochi, por la ciudad de Imabari.

## Vías de acceso
Contaba con la estación Namikata (波方駅 Namikata-eki?) de la línea Yosan de la JR.